# 石川雄一
石川 雄一（いしかわ ゆういち、1949年 - 2016年4月22日）は、日本の専門誌編集者・自動車評論家。四輪駆動車分野の専門雑誌編集等に携わった日本での先駆的人物で、四輪駆動車・軍用車両趣味の普及に寄与したことで知られる。

## 経歴
埼玉県出身。陸上自衛隊生徒第11期、神奈川県立湘南高等学校通信制（現・神奈川県立横浜修悠館高等学校）卒業。
1977年から1989年まで四輪駆動車専門月刊誌『4x4 Magazine』に主に編集長として携わる。同社の法人登記後は副社長にして編集の責任者。月刊誌の他に多くの別冊を執筆・編集した。ビデオ制作のプロデューサーでもあった。1990年から2008年まで『クロスカントリー・ビークル』(季刊)を主宰していた。その後、『四駆道楽専門誌 CURIOUS』などで執筆を続けた。
2010年から電子書籍出版のための準備を開始、経営する会社(株式会社アイティーエフ)で出版社記号(ISBN)を取得し活動を開始した。初刊としては「HOPE STAR ON」(ISBN 978-4-905080-00-8)を amazon Kindle book(英文　ASIN: B003WEA3EO)として2010年7月に上梓した。日本では2013年5月にamazon.co.jpより和文電子書籍として「ホープスターON」(ISBN 978-4-905080-13-8)を始めとして制作を始めた。珍しい四駆とエッセイ集を含めて2015年までに35タイトルを刊行した。
2016年4月22日死去。